# Księstwo prudnickie

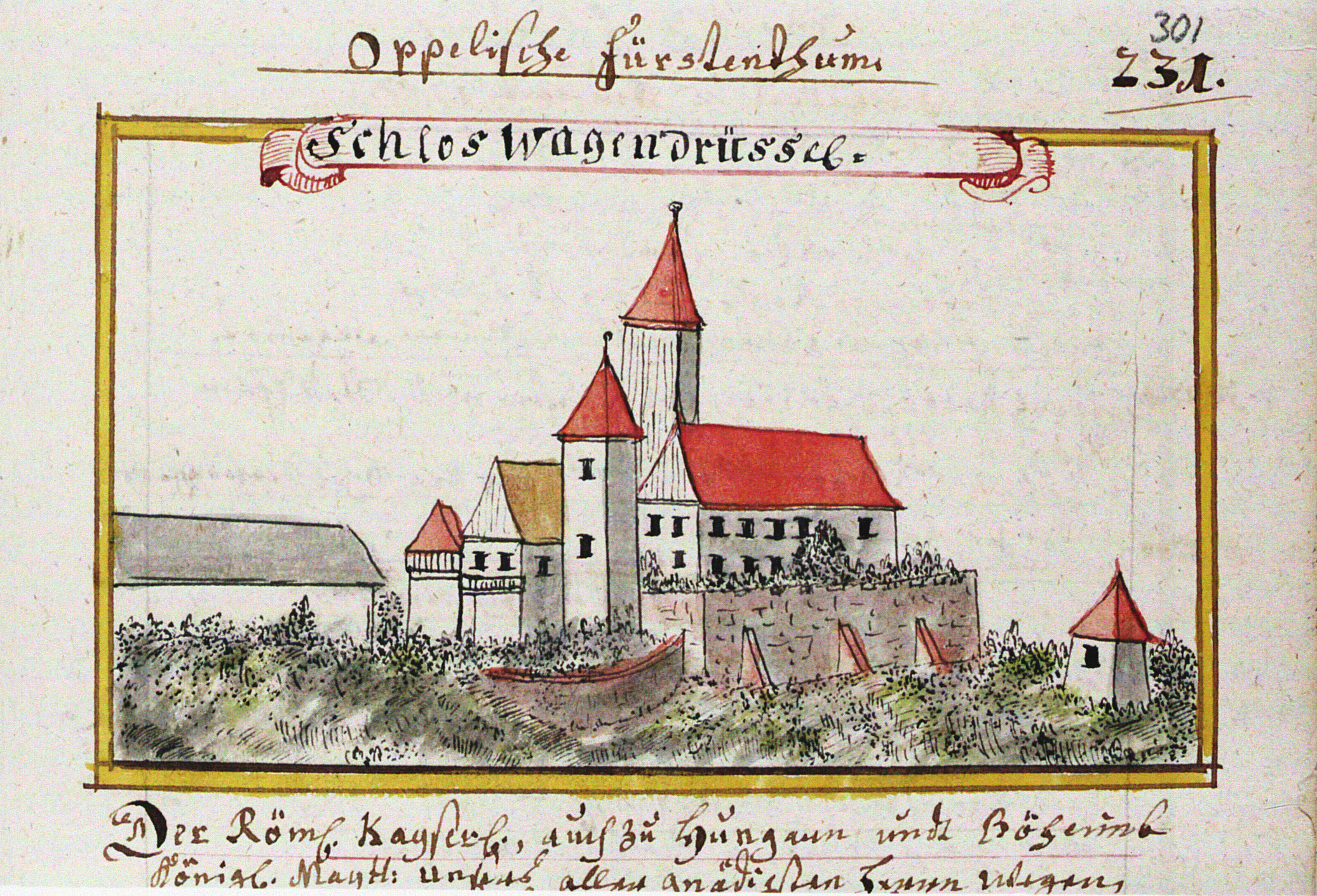
Rysunek zamku w Prudniku w XVIII w. autorstwa Friedricha Bernharda Wernera

Księstwo prudnickie (łac. Ducatus Prudnicium, cz. Prudnícké knížectví, niem. Herzogtum Prudnik) – dawne księstwo śląskie istniejące w latach 1318–1424 ze stolicą w Prudniku.

## Historia
Księstwo zostało wydzielone z Królestwa Czech przez Mikołaja II opawskiego z dynastii Przemyślidów w 1318 roku. Mikołaj panował nad księstwem do 1337, kiedy to bezpotomnie zmarł jego szwagier książę raciborski Leszek. Król Czech Jan Luksemburski zdecydował się wtedy przekazać opróżnione lenno właśnie księciu opawskiemu. Czasowo Mikołaj musiał jedynie oddać okręg prudnicki innemu pretendentowi do spadku Bolesławowi Pierworodnemu. Księstwo wróciło do Mikołaja w 1361 dzięki małżeństwu z księżniczką niemodlińską Jutą, córką Bolesława.
Pomiędzy 1418 a 1424, Bernard niemodliński wraz z bratem Bolkiem IV przejęli Prudnik i Głogówek jako oprawę wdowią po śmierci wdowy po Władysławie Opolczyku.
Wkrótce władzę na tym obszarze przejął syn Bolka IV, Bolko V Husyta (Wołoszek). Początkowo sprawował on rządy wraz ze swoim ojcem. Pierwszy zachowany dokument, w którym Bolko V jest wspomniany jako pan Prudnika pochodzi z 6 maja 1425 roku, zaś jego żona Elżbieta Granowska, pasierbica króla Polski Władysława II Jagiełły, jako księżna głogówecka występuje w dokumencie z 5 lutego 1427.
Bolko V został samodzielnym władcą Prudnika i Głogówka dopiero w 1426. W Prudniku jednak wciąż występował niedział rodzinny, przez który Bolko V potrzebował zgody stryja Bernarda na wydawanie niektórych aktów prawnych, między innymi na oddzielenie od Prudnika wsi Skrzypiec w 1430.

## Książęta prudniccy
1. Mikołaj II opawski (1318–1337)
2. Bolesław I Pierworodny (1337–1361)
3. Mikołaj II opawski (1361–1365)
4. Bolesław II niemodliński, Wacław niemodliński i Henryk I niemodliński (1365–1367)
5. Bolesław II niemodliński (1367–1367/8)
6. Henryk I niemodliński (1367/8–1382)
7. Władysław Opolczyk (1382–1388)
8. Henryk VIII Wróbel (1388–1397)
9. Katarzyna opolska (1397–1420)
10. Bernard niemodliński (1420–1424)